# Stadium Bay
Die Stadium Bay (englisch) ist eine 3 km breite Bucht im Osten von Elephant Island im Archipel der Südlichen Shetlandinseln. Sie liegt zwischen dem Kap Valentine im Nordosten und dem Walker Point im Südwesten.
Die Bucht wurde durch den Rückzug des Stadium Glacier im ersten Jahrzehnt des 21. Jahrhunderts freigelegt. Das UK Antarctic Place-Names Committee benannte sie 2018 in Anlehnung an die Benennung des Gletschers, die sich ihrerseits von der Benennung des Bergkessels The Stadium westlich der Bucht ableitet.